# 堀江 (花街)

堀江花街 紋章

堀江（ほりえ）または堀江新地（ほりえしんち）は、大阪府大阪市西区堀江に存在した花街。

## 歴史
堀江の花街としての歴史は、江戸時代に堀江川近くの和光寺（通称：あみだ池）の門前に、茶店が設けられたのが起源といわれる。その近くに相撲小屋が設置されると客足が延び、さらに材木関連の施設にも近いことあって花街は栄えた。
明治、大正、昭和初期には新町遊廓、南地、松島遊廓に続き、貸座敷（お茶屋）175軒、芸妓500名、娼妓81名の大規模を誇るようになった。その最中の1905年（明治38年）、花街内で日本花街史のみならず日本犯罪史に名を残す大量殺人事件「堀江六人斬り事件」が発生する。その被害者で、唯一、一命をとり止めた「山梅楼」（やまうめろう）の芸妓「妻吉」は、両腕切断の悲劇に見舞われながらも、その後出家し「大石順教」として仏門に生き、福祉に貢献した。
堀江は大阪大空襲で被災し、戦後に復興したものの花街は衰退、昭和の後期に消滅したと思われる。2000年代に入り、堀江は若者向けの店が多く集まるようになったほか、超高層マンションも続々と建設され、商業、住宅地に姿を変えている。